# Automobiles Perreau
Automobiles Perreau war ein französischer Hersteller von Automobilen.

## Unternehmensgeschichte
Das Unternehmen aus Épinay-sur-Seine begann 1923 mit der Produktion von Automobilen. Der Markenname lautete Perreau. 1925 endete die Produktion. Eine Quelle nennt davon abweichend den Produktionszeitraum 1921–1925 sowie 1921–1935. Möglicherweise ging das Fahrzeug nie in Serie.

## Fahrzeuge
Das Modell 7 CV besaß einen Vierzylinder-Einbaumotor von Ruby mit 1088 cm³ Hubraum. Eine andere Quelle gibt an, dass ein Vierzylindermotor mit 1495 cm³ Hubraum die Fahrzeuge antrieb. Die Motorleistung wurde mittels einer Kardanwelle an die Hinterachse übertragen.